# South Flat
South Flat és una concentració de població designada pel cens dels Estats Units a l'estat de Wyoming. Segons el cens del 2000 tenia 374 habitants.

## Demografia
Segons el cens del 2000, South Flat tenia 374 habitants, 133 habitatges, i 109 famílies. La densitat de població era de 6,7 habitants/km².
Dels 133 habitatges en un 41,4% hi vivien nens de menys de 18 anys, en un 69,9% hi vivien parelles casades, en un 4,5% dones solteres, i en un 18% no eren unitats familiars. En el 15,8% dels habitatges hi vivien persones soles el 7,5% de les quals corresponia a persones de 65 anys o més que vivien soles. El nombre mitjà de persones vivint en cada habitatge era de 2,81 i el nombre mitjà de persones que vivien en cada família era de 3,11.
Per edats la població es repartia de la següent manera: un 31,6% tenia menys de 18 anys, un 5,6% entre 18 i 24, un 26,7% entre 25 i 44, un 22,5% de 45 a 60 i un 13,6% 65 anys o més.
L'edat mediana era de 38 anys. Per cada 100 dones de 18 o més anys hi havia 109,8 homes.
La renda mediana per habitatge era de 40.855 $ i la renda mediana per família de 40.855 $. Els homes tenien una renda mediana de 31.635 $ mentre que les dones 17.083 $. La renda per capita de la població era de 14.693 $. Entorn del 10,9% de les famílies i el 7,7% de la població estaven per davall del llindar de pobresa.

## Poblacions més properes
El següent diagrama mostra les poblacions més properes.